# 1988년 하계 올림픽 레슬링
1988년 하계 올림픽 레슬링은 1988년 하계 올림픽의 정식 종목으로 진행된 레슬링 경기로 1988년 7월 26일부터 8월 7일까지 대한민국 서울에서 열렸다.

## 경기장
- 상무체육관

## 메달 집계
| 순위 | 국가                 | 금메달 | 은메달 | 동메달 | 합계 |
| ---- | -------------------- | ------ | ------ | ------ | ---- |
| 1    | 소련 (URS)           | 8      | 4      | 3      | 15   |
| 2    | 대한민국 (KOR)       | 2      | 2      | 5      | 9    |
| 3    | 일본 (JPN)           | 2      | 2      | 0      | 4    |
| 4    | 미국 (USA)           | 2      | 1      | 3      | 6    |
| 5    | 불가리아 (BUL)       | 1      | 4      | 3      | 8    |
| 6    | 폴란드 (POL)         | 1      | 1      | 1      | 3    |
| 7    | 헝가리 (HUN)         | 1      | 1      | 0      | 2    |
| 8    | 노르웨이 (NOR)       | 1      | 0      | 0      | 1    |
| 8    | 루마니아 (ROU)       | 1      | 0      | 0      | 1    |
| 8    | 이탈리아 (ITA)       | 1      | 0      | 0      | 1    |
| 11   | 핀란드 (FIN)         | 0      | 1      | 1      | 2    |
| 12   | 서독 (FRG)           | 0      | 1      | 0      | 1    |
| 12   | 유고슬라비아 (YUG)   | 0      | 1      | 0      | 1    |
| 12   | 이란 (IRI)           | 0      | 1      | 0      | 1    |
| 12   | 튀르키예 (TUR)       | 0      | 1      | 0      | 1    |
| 16   | 그리스 (GRE)         | 0      | 0      | 1      | 1    |
| 16   | 동독 (GDR)           | 0      | 0      | 1      | 1    |
| 16   | 스웨덴 (SWE)         | 0      | 0      | 1      | 1    |
| 16   | 체코슬로바키아 (TCH) | 0      | 0      | 1      | 1    |
| 합계 | 합계                 | 20     | 20     | 20     | 60   |

### 메달리스트

#### 남자 자유형
| 종목         | 금                           | 은                             | 동                             |
| ------------ | ---------------------------- | ------------------------------ | ------------------------------ |
| 48kg 자세히  | 고바야시 다카시 · 일본       | 이반 초노프 · 불가리아         | 세르게이 카람차코프 · 소련     |
| 52kg 자세히  | 사토 미쓰루 · 일본           | 샤반 트르스테나 · 유고슬라비아 | 블라디미르 토구조프 · 소련     |
| 57kg 자세히  | 세르게이 벨로글라조프 · 소련 | 아스카리 모함마디안 · 이란     | 노경선 · 대한민국              |
| 62kg 자세히  | 존 스미스 · 미국             | 스테판 사르키샨 · 소련         | 시메온 슈테레프 · 불가리아     |
| 68kg 자세히  | 아르센 파자예프 · 소련       | 박장순 · 대한민국              | 네이트 카 · 미국               |
| 74kg 자세히  | 케니 먼데이 · 미국           | 아들란 바라예프 · 소련         | 라흐마트 소피아디 · 불가리아   |
| 82kg 자세히  | 한명우 · 대한민국            | 네즈미 겐찰프 · 튀르키예       | 요제프 로히냐 · 체코슬로바키아 |
| 90kg 자세히  | 마하르베크 하다르체프 · 소련 | 오타 아키라 · 일본             | 김태우 · 대한민국              |
| 100kg 자세히 | 바실레 푸슈카슈 · 루마니아   | 레리 하벨로프 · 소련           | 윌리엄 셰어 · 미국             |
| 130kg 자세히 | 다비트 고베지슈빌리 · 소련   | 브루스 바움가트너 · 미국       | 안드레아스 슈뢰더 · 동독       |

#### 남자 그레코로만형
| 종목         | 금                         | 은                           | 동                           |
| ------------ | -------------------------- | ---------------------------- | ---------------------------- |
| 48kg 자세히  | 빈첸초 마엔차 · 이탈리아   | 안제이 그웡프 · 폴란드       | 브라탄 체노프 · 불가리아     |
| 52kg 자세히  | 욘 뢴닝엔 · 노르웨이       | 미야하라 아쓰지 · 일본       | 이재석 · 대한민국            |
| 57kg 자세히  | 시케 언드라시 · 헝가리     | 스토얀 발로프 · 불가리아     | 하랄람보스 홀리디스 · 그리스 |
| 62kg 자세히  | 카만다르 마지도프 · 소련   | 지프코 반겔로프 · 불가리아   | 안대현 · 대한민국            |
| 68kg 자세히  | 레본 줄팔라캰 · 소련       | 김성문 · 대한민국            | 타피오 시필래 · 핀란드       |
| 74kg 자세히  | 김영남 · 대한민국          | 다울레트 투를리하노프 · 소련 | 유제프 트라치 · 폴란드       |
| 82kg 자세히  | 미하일 마미아시빌리 · 소련 | 코마로미 티보르 · 헝가리     | 김상규 · 대한민국            |
| 90kg 자세히  | 아타나스 콤셰프 · 불가리아 | 하리 코스켈라 · 핀란드       | 블라디미르 포포프 · 소련     |
| 100kg 자세히 | 안제이 브론스키 · 폴란드   | 게르하르트 히멜 · 서독       | 데니스 코슬로스키 · 미국     |
| 130kg 자세히 | 알렉산드르 카렐린 · 소련   | 란겔 게로프스키 · 불가리아   | 토마스 요한손 · 스웨덴       |